# Adaptação humana ao voo espacial

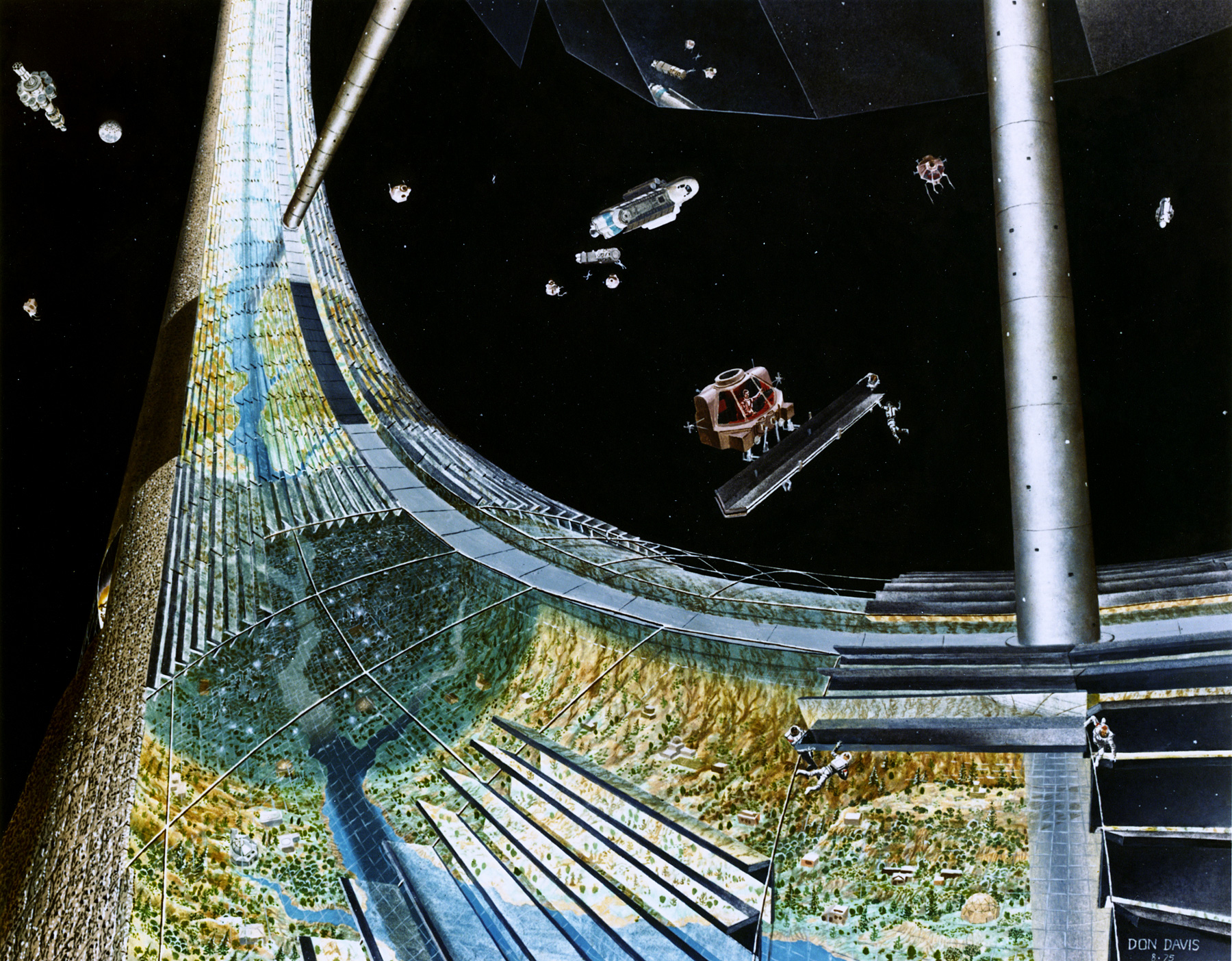
Esforço de colonização do espaço precisa levar em conta os efeitos do espaço no corpo humano.

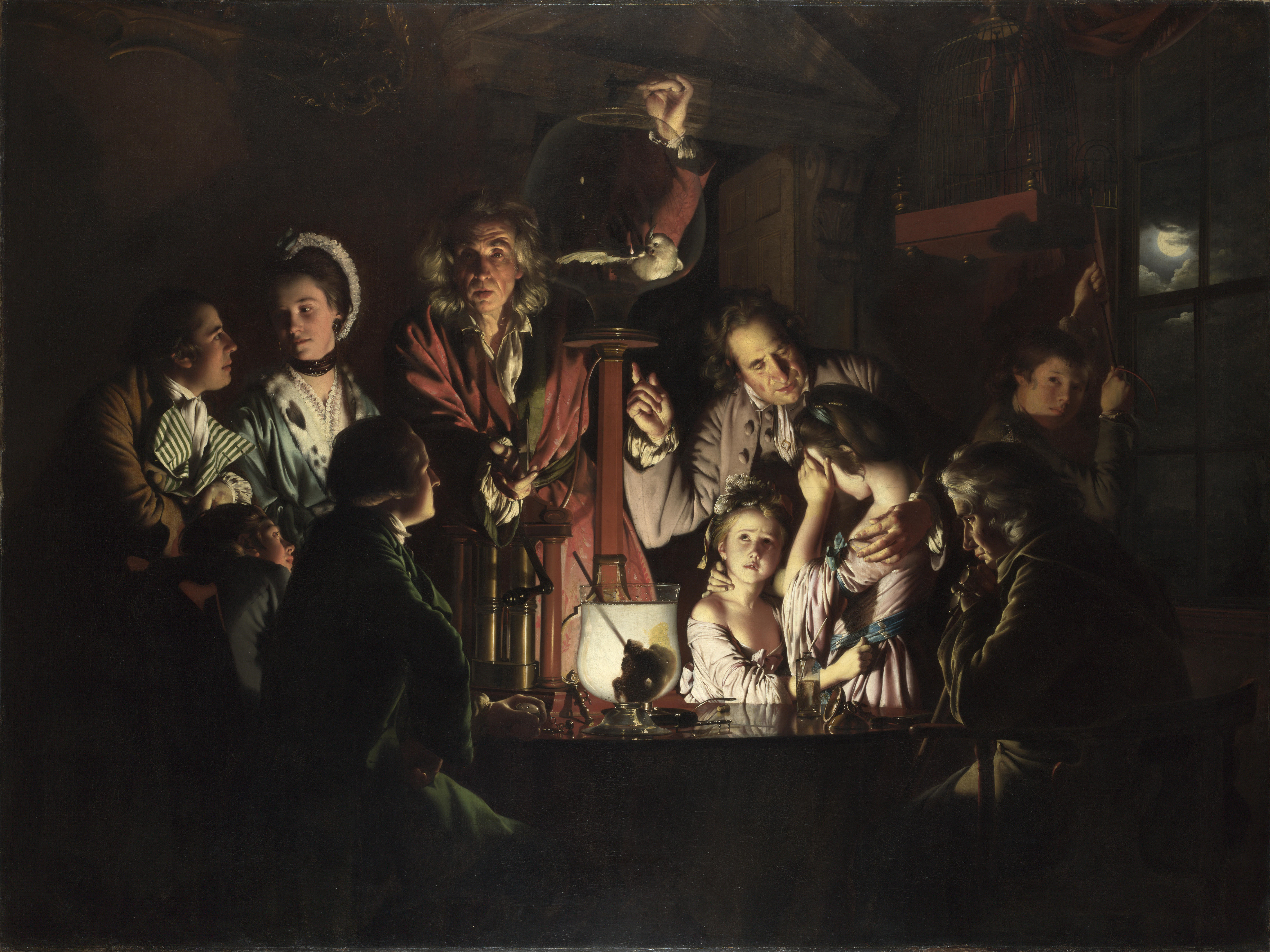
Pintura An Experiment on a Bird in the Air Pump por Joseph Wright of Derby, 1768, se referindo ao experimento de Robert Boyle em 1660.

A adaptação humana às condições do voo espacial é um desafio ao ser humano.
Geralmente as adaptações rodam em torno da ausência de gravidade, à alimentação e as condições da biologia do ser humano durante a estadia na gravidade zero a longo prazo.